# سياقية وظيفية
السياقية الوظيفية هي فلسفة علوم حديثة متجذرة في البراغماتية الفلسفية والسياقية. ينشط تطور السياقية الوظيفية في مجال العلوم السلوكية عمومًا، وفي مجال التحليل السلوكي وعلوم السلوكيات السياقية خصوصًا. تمثل السياقية الوظيفية أساسًا لنظرية اللغة المعروفة باسم نظرية الإطار العلائقي، التي يُعتبر العلاج بالتقبل والالتزام أحد أبرز تطبيقاتها. يُعتبر الأمر امتدادًا وتفسيرًا سياقيًا للسلوكية الراديكالية التي طورها بورهوس فريدريك سكينر، والتي سبق وتحدث عنها للمرة الأولى ستيفن سي. هايز؛ إذ شدد على أهمية التنبؤ بالأحداث النفسية والتأثير عليها (بما في ذلك الأفكار والمشاعر والسلوكيات) بدقة وامتداد وعمق، وذلك من خلال التركيز على المتغيرات القابلة للتحوير في سياقها.

## السياقية
يصف الفيلسوف ستيفن سي. بيبر شكل السياقية التي تفرعت منها السياقية الوظيفية، وذلك في كتابه فرضيات كونية: دراسة في الأدلة. لاحظ بيبر في كتابه ميلَ الأنظمة الفلسفية إلى التجمع حول «الفرضيات الكونية» المميزة والنادرة أو «الرؤيا الكونية». تتميز كل رؤية كونية بامتلاكها لمجاز جوهري تجذيري ومقياس للحقيقة. تستند المجازات الجوهرية التجذيرية إلى الأشياء والأفكار اليومية المفهومة والمنطقية، التي تُعتبر القياسَ الأساسي الذي يستخدمه المحلل لفهم العالم. يتوافق المجاز الجوهري التجذيري للرؤية الكونية مع افتراضاتها الوجودية عمومًا، أو مع الرؤيا المرتبطة بطبيعة الكينونة أو الوجود (على سبيل المثال، ما إذا كان الكون حتميًا أم لا). ترتبط مقاييس الحقيقة ارتباطًا وثيقًا مع المجازات الجوهرية التجذيرية الخاصة بها، فهي التي توفر أساسًا لتقييم صحة التحليلات. ترتبط مقاييس الحقيقة الخاصة بالرؤية الكونية مع افتراضاتها الإبستمولوجية (المعرفية) عمومًا أو مع الرؤيا المرتبطة بطبيعة المعرفة والحقيقة (على سبيل المثال، إن كانت مُكتشفة أو مبنية).
يُعتبر «الفعل في السياق» المجاز الجوهري التجذيري للسياقية، إذ يُفسر أي حدث على أنه فعل مستمر وغير منفصل عن السياق الحالي والتاريخي. يُطلق على مقياس الحقيقة الخاص بالسياقية غالبًا «العمل الناجح»، إذ يكمن كل من حقيقة ومعنى فكرة ما في وظيفتها وفائدتها لا في جودة التعبير عنها لتعكس الواقع. يُعتبر التحليل في نطاق السياقية حقيقيًا أو صحيحًا طالما أنه يؤدي إلى تحقيق عمل فعال أو بعض الأهداف. يستخدم بيبر مصطلح السياقية ليعبّر عن البراغماتية الفلسفية التي طورها شارل ساندرز بيرس، وويليام جيمس، وجون ديوي، وآخرون.

### الأنواع المختلفة من السياقية
تُعتبر الأهداف التحليلية ذات أهمية كبيرة للرؤية الكونية السياقية، وذلك بسبب اعتماد الأدوات التحليلية السياقية (المجاز الجوهري التجذيري ومقاييس الحقيقة) على الغرض من التحليل، إذ لا يمكن النهوض بها بشكل فعال دون وجود هدف تحليلي محدد بوضوح. يصبح مقياس الحقيقة البراغماتية المتمثل بـ«العمل الناجح» عديم المعنى عند التحليل دون وجود هدف واضح، لأنه لا يمكن قياس «النجاح» إلا في إطار علاقته بتحقيق بعض الأهداف.
بالمثل، يُصبح المجاز الجوهري التجذيري الخاص بـ«الفعل في السياق» عديم المعنى في التحليل الذي لا يمتلك هدفًا صريحًا، وذلك لأنه لن يكون هناك أساس لتقييد التحليل بمجموعة فرعية من السياقات التاريخية والبيئية اللامتناهية للفعل. يستطيع السياقي تحليل السياقات اللامتناهية لفعل ما إلى الأبد في حال عدم وجود هدف تحليلي واضح، وذلك دون أن يعرف السياقي متى يصبح التحليل كاملًا أو جيدًا بما يكفي ليُعتبر «حقيقيًا» أو «مفيدًا». يصعب على السياقي بناء المعرفة أو تبادلها دون وجود هدف صريح.
يستطيع السياقيون تبني أهداف تحليلية مختلفة، إذ يمكنهم تمييز مختلف أنواع السياقات المختلفة من خلال أهدافهم. يمكن تقسيم النظريات السياقية إلى فئتين عامتين بناءً على أهدافها التحليلية الشاملة: «السياقية الوصفية» و«السياقية الوظيفية».

#### السياقية الوصفية
يسعى السياقيون الوصفيون إلى فهم الطبيعة المعقدة والثرية للحدث بأكمله، وذلك من خلال التقدير الشخصي والجمالي لخصائصه وللمشاركين فيه. يكشف هذا النهج عن التمسك القوي بالمجاز الجوهري التجذيري المتعلق بالسياقية، ويمكن تشبيهه بمبادرة التاريخ التي تُبنى فيها قصص الماضي في محاولة لفهم الأحداث برمتها. تُعتبر المعرفة التي يصممها السياقي الوصفي معرفةً شخصية وعابرة ومقيدة بالحدود الزمانية والمكانية. تعكس هذه المعرفة الفهم الشخصي المتعمق في حدث معين (وقع سابقًا أو يقع الآن) في وقت ومكان معينين، شأنها شأن الرواية التاريخية. يُعتبر معظم أشكال السياقية أمثلةً على السياقية الوصفية، بما في ذلك البنائية الاجتماعية، والدراماتورج، وعلم التأويل، والنهج السردية.

#### السياقية الوظيفية
من ناحية أخرى، يسعى السياقيون الوظيفيون إلى التنبؤ بالأحداث والتأثير عليها باستخدام مفاهيم وقواعد مستندة إلى التجربة. يكشف هذا النهج عن تمسك قوي بمقاييس الحقيقة المفرطة في عمليتها، إذ يمكن تشبيهه بمبادرة العلوم أو الهندسة التي تُستخدم فيها القواعد والمبادئ العامة للتنبؤ والتأثير على الأحداث. يجري تجاهل القواعد أو النظريات التي لا تسهم في عملية تحقيق أهداف الشخص العملية أو استبعادها. تُعتبر المعرفة التي تُبنى على يد السياقي معرفةً عامة ومجردة وغير مقيدة مكانيًا أو زمانيًا. تُعتبر هذه المعرفة قابلةً للتطبيق على جميع الأحداث المماثلة (أو العديد منها) بصرف النظر عن الزمان أو المكان، شأنها شأن المبادئ العلمية.